# Psapharochrus brevicornis
Psapharochrus brevicornis là một loài bọ cánh cứng trong họ Cerambycidae.